# Генеральный план развития Самары
Генера́льный план Сама́ры — основной градостроительный документ города Самары.
Был разработан в 2004—2006 годах авторским коллективом при департаменте строительства и архитектуры городской администрации.

## История принятия
«Научное обоснование концепции генерального плана» рассматривалось на открытом собрании общественности города 11 июля 2004 года в Доме архитектора, а также на расширенном совещании в городской администрации 29 июля 2004 года.
Экологические аспекты рассмотрены на открытых общественных слушаниях 30 ноября 2004 года.
В декабре 2004 года департаментом строительства и архитектуры и самарской организацией Союза архитекторов проведена межрегиональная конференция «Генеральный план и город» с участием авторского коллектива генерального плана и представителей органов архитектуры и градостроительства, архитектурно-проектных организаций 14 городов Приволжского ФО.

## Приоритетные объекты

### Территории жилой застройки

#### Самарское Заречье
Территории за рекой Самарой, в генплане предполагаются под освоение с предварительной инженерной подготовкой. В осваиваемые территории входят: Самарское Заречье, Земли совхоза Кряж, Сухая Самарка, Народная и другие.
Территория Самарского заречья составляет 600 га, предполагаемое населения после постройки микрорайона — 95 тыс. человек.
Территория Самарского Заречья предложена под малоэтажную (безлифтовую) и многоэтажную комплексную жилую застройку. В связи с размещением в Самарском Заречье памятника природы «Озеро Гатное» сплошной намыв территории вдоль реки Самары оценили как преждевременный. Развитие территории предлагается начать вдоль Южного шоссе и со стороны Засамарской Слободы.
Для связи с Железнодорожным районом Самары планируется постройка нового метромоста через реку и прокладка Третьей линии Самарского метрополитена
Часть денег под проект нового микрорайона будет выделена федеральным центром в рамках национального проекта «Доступное жилье».

### Транспорт

#### Автомагистрали
Автомагистрали общегородского значения — непрерывного движения:
- Проспект Карла Маркса (с выходом на обводную г. о. Самара),
- Московское шоссе (с выходом на M5 Москва — Уфа),
- Проспект Кирова (с выходом на обводную г. о. Самара),
- улица Авроры (с выходом на M32 Самара — Чимкент);

Магистрали общегородского значения — регулируемого движения:
- Ново-Садовая улица,
- Волжский проспект — Улица Горького,
- Полевая улица — Владимирская улица,
- ул. Луначарского — улица Юрия Гагарина — улица Победы,
- ул. XXII партсъезда,
- Ракитовское шоссе — ул. Чекистов,
- Волжское шоссе,
- Заводское шоссе,
- Псковская ул.,
- Зубчаниновское шоссе — Аэропортовское шоссе
- Красноглинское шоссе,
- Пугачёвский тракт,
- Уральская ул.,
- Новокуйбышевское шоссе,
- Южная Обводная дорога;

Магистрали районного значения — регулируемого движения:
- Улица Мичурина,
- Самарская улица,
- Вольская улица,
- пр. Металлургов,
- Красноармейская улица,
- Улица Стара-Загора,
- Аэродромная ул. и др.;

#### Транспортные развязки
Проектируемые транспортные развязки в разных уровнях:
- пр. Ленина — Ново-Садовая ул. — ул. Соколова (ул. Луначарского),
- ул. Советской Армии — Московское шоссе,
- ул. Советской Армии — ул. Ново-Садовая (двухуровневая развязка построена и эксплуатируется),
- ул. Аврора — Ново-Садовая ул. в Постниковом овраге,
- Московское шоссе — ул. Авроры[4],
- Московское шоссе — ул. XXII Партсъезда (достроено кольцо в одном уровне, также проложена дорога по ул. XXII Партсъезда от Московского шоссе до ул. Ново-Садовой)

Транспортные пересечения в разных уровнях:
- пр. Карла Маркса — Революционная ул.,
- пр. Карла Маркса — Дачная ул. и др.;

Кольцевые развязки:
- ул. Стара-Загора — Ракитовское шоссе,
- Дачная ул. — ул. Мичурина,
- Ташкентская ул. — Московское шоссе;

Также в генплан были предложены развязки по улице Авроры на пересечениях с улицами Дыбенко, Мориса Тореза, Аэродромной, Партизанской, Гагарина и Промышленности.

#### Мосты и мостовые переходы
Проектируемые мосты в городе:
- мост в створе ул. Фрунзе
- мост в продолжение узла Владимирская ул. — Новоурицкая ул. — Структурная ул.,
- мост в створе пр. Кирова.